# Bogo (ville)
Pour les articles homonymes, voir Bogo.
Bogo est une municipalité de la province de Cebu, au nord-est de l'île de Cebu, aux Philippines.

## Divers
Elle est entourée des municipalités de Tabogon (sud), Medellin (nord), San Remigio (ouest) et de la Mer des Camotes (est).
Elle est administrativement constituée de 29 barangays (quartiers/districts/villages) :
- Cogon (Pob.)
- Anonang Norte
- Anonang Sur
- Banban
- Binabag
- Bungtod (Pob.)
- Carbon (Pob.)
- Cayang
- Dakit
- Don Pedro Rodriguez
- Gairan
- Guadalupe
- La Paz
- La Purisima Concepcion (Pob.)
- Libertad
- Lourdes (Pob.)
- Malingin
- Marangog
- Nailon
- Odlot
- Pandan (Pandan Heights)
- Polambato
- Sambag (Pob.)
- San Vicente (Pob.)
- Santo Niño
- Santo Rosario (Pob.)
- Siocon
- Taytayan
- Sudlonon

Sa population en 2019 est d'environ 85 000 habitants.